# Érin
Érin és un municipi francès situat al departament del Pas de Calais i a la regió dels Alts de França. L'any 2007 tenia 185 habitants.

## Demografia

### Població
El 2007 la població de fet d'Érin era de 185 persones. Hi havia 53 famílies de les quals 12 eren unipersonals (4 homes vivint sols i 8 dones vivint soles), 4 parelles sense fills, 33 parelles amb fills i 4 famílies monoparentals amb fills.
La població ha evolucionat segons el següent gràfic:
Habitants censats

### Habitatges
El 2007 hi havia 83 habitatges, 64 eren l'habitatge principal de la família, 15 eren segones residències i 4 estaven desocupats. 79 eren cases i 3 eren apartaments. Dels 64 habitatges principals, 53 estaven ocupats pels seus propietaris i 11 estaven llogats i ocupats pels llogaters; 3 tenien dues cambres, 5 en tenien tres, 21 en tenien quatre i 35 en tenien cinc o més. 26 habitatges disposaven pel capbaix d'una plaça de pàrquing. A 25 habitatges hi havia un automòbil i a 29 n'hi havia dos o més.

### Piràmide de població
La piràmide de població per edats i sexe el 2009 era:
| Homes | Edats   | Dones |
| ----- | ------- | ----- |
| 0     | 95 o +  | 0     |
| 0     | 90 a 94 | 0     |
| 0     | 85 a 89 | 0     |
| 0     | 80 a 84 | 8     |
| 4     | 75 a 79 | 4     |
| 12    | 70 a 74 | 8     |
| 0     | 65 a 69 | 4     |
| 8     | 60 a 64 | 8     |
| 4     | 55 a 59 | 8     |
| 0     | 50 a 54 | 0     |
| 12    | 45 a 49 | 12    |
| 0     | 40 a 44 | 0     |
| 0     | 35 a 39 | 0     |
| 4     | 30 a 34 | 4     |
| 12    | 25 a 29 | 0     |
| 4     | 20 a 24 | 16    |
| 4     | 15 a 19 | 0     |
| 4     | 10 a 14 | 4     |
| 0     | 5 a 9   | 4     |
| 4     | 0 a 4   | 0     |

## Economia
El 2007 la població en edat de treballar era de 102 persones, 60 eren actives i 42 eren inactives. De les 60 persones actives 52 estaven ocupades (32 homes i 20 dones) i 8 estaven aturades (4 homes i 4 dones). De les 42 persones inactives 7 estaven jubilades, 13 estaven estudiant i 22 estaven classificades com a «altres inactius».

### Ingressos
El 2009 a Érin hi havia 65 unitats fiscals que integraven 187 persones, la mediana anual d'ingressos fiscals per persona era de 12.352 €.

### Activitats econòmiques
Dels 5 establiments que hi havia el 2007, 2 eren d'empreses de construcció, 1 d'una empresa de comerç i reparació d'automòbils, 1 d'una empresa d'hostatgeria i restauració i 1 d'una empresa classificada com a «altres activitats de serveis».
Dels 3 establiments de servei als particulars que hi havia el 2009, 1 era una fusteria, 1 empresa de construcció i 1 perruqueria.
L'any 2000 a Érin hi havia 4 explotacions agrícoles que ocupaven un total de 332 hectàrees.

## Equipaments sanitaris i escolars
El 2009 hi havia una escola elemental integrada dins d'un grup escolar amb les comunes properes formant una escola dispersa.

## Poblacions més properes
El següent diagrama mostra les poblacions més properes.